# Antwan Tolhoek
Antwan Tolhoek (Yerseke, Países Bajos, 29 de abril de 1994) es un ciclista neerlandés.
A principios de la temporada 2018, fue expulsado del equipo por tener en posesión medicamentos para dormir no suministrados por el equipo, lo que suponía una violación de las normas internas del equipo. Finalmente sólo fue suspendido por su equipo durante dos meses. Seis años después de este suceso fue suspendido provisionalmente por la UCI después de haber dado positivo por esteroides anabólicos en un control antidopaje realizado en noviembre de 2023.

## Palmarés
2019
- 1 etapa de la Vuelta a Suiza

## Resultados en Grandes Vueltas y Campeonatos del Mundo
| Carrera         | Carrera         | 2015 | 2016 | 2017 | 2018 | 2019 | 2020 | 2021 | 2022 | 2023 |
| --------------- | --------------- | ---- | ---- | ---- | ---- | ---- | ---- | ---- | ---- | ---- |
|                 | Giro de Italia  | —    | —    | —    | —    | 65.º | Ab.  | —    | —    | —    |
|                 | Tour de Francia | —    | —    | —    | 37.º | —    | —    | —    | —    | —    |
|                 | Vuelta a España | —    | —    | 28.º | —    | —    | —    | —    | —    | —    |
| Mundial en Ruta | Mundial en Ruta | —    | —    | —    | 28.º | —    | Ab.  | —    | —    | —    |

—: no participa

Ab.: abandono